# Малаита
Малаита (на английски: Malaita Island) е остров в Тихия океан, 2-ри по големина от 6-те големи острови в архипелага и от островната държава Соломонови острови. Дължината му от север на юг е 163 km, ширината до 37 km, а площта – 4307 km².

## Географска характеристика
Остров Малаита е разположен в източната част на архипелага, като отстои на 76 km югоизточно от остров Санта Изабел, на 54 km североизточно от остров Гуадалканал и на 53 km северно от остров Сан Кристобал. На югоизток тесният (0,26 km) проток Марамасике го отделя от остров Марамасике. По цялото му протежение е разположен планински хребет с максимална височина връх Калоурат (1303 m). Навсякъде покрай брега е разположена тясна (до 2 km) крайбрежна равнина. Изграден е от базалти, препокрити с варовици. Често явление са земетресенията и тропическите циклони. Климатът е тропичен, влажен. Покрит е с гъсти и влажни, вечнозелени гори. През 2022 г. населението на острова е наброявало 161 832 души, което основно се занимава с тропическо земеделие (кокосови палми, какао, банани), дърводобив и риболов. Главно селище е градчето Ауки.

## Историческа справка
Остров Малаита е открит през месец юни 1568 г. от Ернана Галего, участник в испанската експедиция на Алваро де Менданя де Нейра в Тихия океан.